# Spheterista fulva
Spheterista fulva là một loài bướm đêm thuộc họ Tortricidae. Nó là loài đặc hữu của Kauai.